# Pedro Garcia-Velasquez
Pour les articles homonymes, voir Pedro García (homonymie) et García.
Pedro Garcia-Velasquez, né le 28 novembre 1984 à Bogota, est un compositeur franco-colombien, cofondateur de l’ensemble Le Balcon et de la librairie en ligne de musique contemporaine BabelScores. 

## Biographie

### Formation
Pedro Garcia-Velasquez a démarré son éducation musicale avec le violon à l'âge de sept ans. En 2002, il a commencé à  étudier la composition à l'université pontificale Javeriana de Bogota dans la classe de Harold Vásquez-Castañeda, où il obtient son diplôme en 2006.
En 2007, il s'installe en France pour continuer ses études au conservatoire à rayonnement régional de Boulogne-Billancourt avec Jean-Luc Hervé puis au Conservatoire national supérieur de musique et de danse de Paris auprès de Frédéric Durieux, où il obtient son diplôme en 2013.
De 2018 à 2019, il  rejoint les bancs de l’École des hautes études en sciences sociales en tant qu’assistant libre, où il étudie désormais l’ethnomusicologie interactiviste.

### Carrière de compositeur
Le travail de Pedro Garcia-Velasquez a exploré le concept de Gesamtkunstwerk à plusieurs reprises et sous différents angles. L'idée d'une « synthèse des arts » était déjà présente à un stade très précoce de ses créations et elle a évolué dans le temps de manière de plus en plus complexe[réf. souhaitée].
En 2012, il entame une collaboration avec le scénographe Nieto afin de concevoir Scratched Shadows, une pièce avec des musiciens en vidéo. Cette coopération ouvre à Pedro Garcia-Velasquez de nouvelles possibilités quant aux formes d'art, comme la vidéo, la danse, l'installation ou la sculpture, qui pourraient être intégrées dans le processus de création de la composition. Une longue coopération avec la chorégraphe Tatiana Julien, de 2012 à 2017, donne vie à plusieurs pièces intégrant la danse et la composition, dont INITIO en 2018, opéra chorégraphique co-écrit pour le Théâtre national de Chaillot. En 2020 et 2021, il a travaillé avec l'artiste Marion Flament à la création de sculptures sonores automatisées intégrées dans ses pièces Un vaso de dicha, pour la Fondation Singer-Polignac, et un prélude et des interludes pour Das Lied von Der Erde de Gustav Mahler, pour le Festival Saint-Denis 2020, et Words and Music au Théâtre de l'Athénée.
L'un de ses principaux intérêts est la création d'univers sonores immersifs à l'aide de techniques sonores 3D, comme le son spacialisé et l'utilisation de la technique binaurale (son 3D sur casque). Le son et l'espace sont conçus pour amener le spectateur dans une expérience sensorielle évoquant des paysages spécifiques, comme les forêts, ou des bâtiments comme les églises, aux côtés de la musique. Lieux Perdus - Théâtre acoustique I, pour 4 chanteurs, orchestre de chambre et sonorisation 3D, est une pièce qui a développé cette idée d'entourer le spectateur. Elle a été produite en collaboration avec le metteur en scène Benjamin Lazar en 2014. Cela a donné naissance au cycle de recherche et composition Théâtre Acoustique. Dans ce cycle, côté recherche, il a notamment créé avec Augustin Muller une bibliothèque d’empreintes acoustiques de lieux en son 3D lors d’une résidence à l’IRCAM.  En 2021, il a également composé des nombreuses installations comme Remember the Future, ou Words and Music.
Il est artiste en résidence au Théâtre de l'Athénée Louis-Jouvet entre 2013 et 2018, à l'Institut de recherche et coordination acoustique/musique et au Centre d'art et de technologie des médias de Karlsruhe en 2017 et à la Fondation Singer-Polignac depuis 2019 dont il est devenu artiste associé en 2021.

### Autres activités
En 2008, parallèlement à ses études de composition, Pedro Garcia-Velasquez fonde l'ensemble Le Balcon avec Alphonse Cemin, Maxime Pascal, Juan Pablo Carreño et Florent Derex.
En 2009, il fonde, avec Lucas Fagin, BabelScores, une bibliothèque de musique numérique.

## Œuvres
- Leve, Reflejo, Contracorriente, Horizonte, pour flûte, guitare et alto, 2003[15].
- Esperando Llueva, pour percussionniste, piano, alto, violoncelle et clarinette, 2004.
- Sueño de Una Nota, pour deux contrebasses, basson et ensemble, 2009.
- Cras Lucebit, pour basson et électronique, 2010[16].
- Plop, pour quinze instruments, 2010.
- Brujería, pour saxophone et électronique, 2011.
- Cras Lucebit [German system bassoon], pour basson et électronique, 2012.
- Scratched Shadows, pour ensemble vidéo et électronique, 2012[17].
- Moro de Venecia, concerto pour violoncelle et orchestre de chambre, 2013.
- Douve, pour trio de danseuses en trio et orchestre de chambre, 2013.
- Lieux Perdus - Théâtre Acoustique I, pour 4 voix, orchestre de chambre et son 3D sur casque, 2014[18].
- Fête dans le vide - Théâtre Acoustique II, pour soprano, orchestre de chambre, électronique et système de diffusion sonore 3D, 2015.
- Chants souterrains, pour violoncelle et électronique, 2016.
- Initio, opéra chorégraphique pièce lyrique et chorégraphique, 2017[19].
- Etudes pour théâtre acoustique, installation sonore pour diffusion 3D et instrument automate, 2018.
- Commanderie 2019, pour bras robotiques, installations sonores 3D et concerts en live, 2019.
- Maldoror, à Isidore Ducasse, pour flûte, deux altos et violoncelle, 2019.
- La Selva Virgen, En La Selva Oscura, prologue and interludes to Das Lied von der Erde, pour orchestre de chambre, orchestre de robot-sculptures et sons préenregistrés, 2020[20].
- Memorias Robadas, pour ensemble, sets robots-sculptures et électronique, 2021[21].
- Words and Music, pièce radiophonique de l'écrivain Samuel Beckett, pour ensemble, réseau de sets robots-sculptures, et électronique, 2021[10].
- Desdoblamiento de Selvas, pour ensemble, marimba de chonta robotisée et électronique, 2022[22].

## Récompenses
- 2016 : prix Pierre-Cardin de l'Académie des Beaux-Arts (Institut de France)[23].
- 2021 : prix Création Musicale du Syndicat de la critique, pour la pièce Words and Music[24].